# Nosiwky
Nosiwky (ukr. Носівки) – wieś na Ukrainie, w obwodzie żytomierskim, w rejonie berdyczowskim, w hromadzie Krasnopil. W 2001 liczyła 591 mieszkańców.